# アルバニア決議
アルバニア決議（アルバニアけつぎ）は、1971年10月25日に採択された第26回国際連合総会2758号決議（英語: 2758 XXVI. Restoration of the lawful rights of the People's Republic of China in the United Nations. 「国際連合における中華人民共和国の合法的権利の回復」）を指す。長年にわたる国連における「中国代表権問題」にかかわる内容であり、日本においては、共同提案国23ヵ国のうち特に中華人民共和国の友好国であったアルバニア人民共和国の名をとって「アルバニア決議」と通称される。アルバニアが関係する総会決議は他にもあるが、一般的にはこの中国代表権問題の本決議を指す。
これにより、中華民国（台湾）は国連安保理常任理事国の座を失い、中華人民共和国が国連安保理常任理事国と見なされた。ただし、国連憲章の記載は未だに、中華民国が国連安保理常任理事国であるため、同じく記載されているソビエト連邦の地位を継承したロシア連邦（旧構成国のうちのロシア・ソビエト連邦社会主義共和国）の例と同様に中華民国がもつ安保理常任理事国の権限を中華人民共和国が継承したと解釈されている。「蔣介石の代表を国連から追放する」と掲げた本決議に抗議する形で、中華民国は国際連合を脱退した。

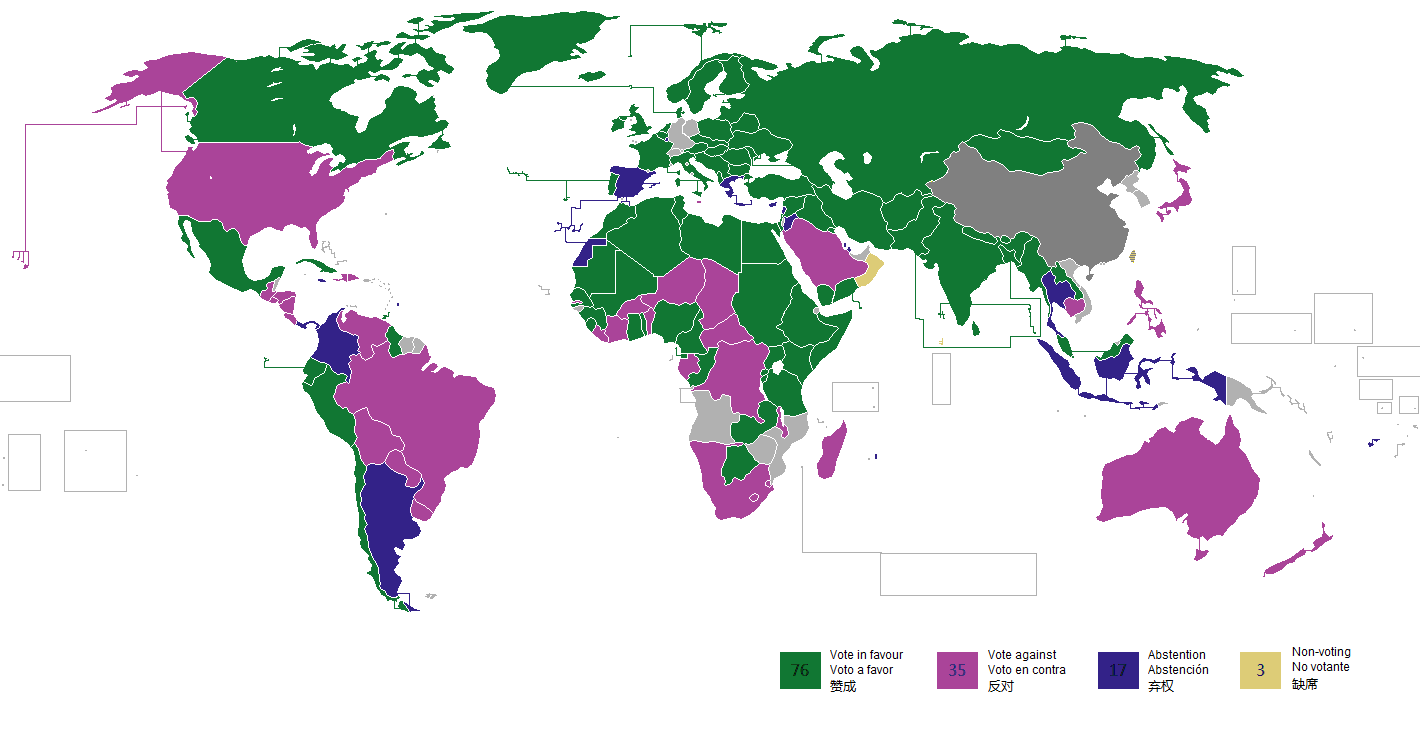
アルバニア決議（第26回国際連合総会2758号決議 2758 XXVI）に対する1971年当時の世界各国の投票行動の図。それぞれ緑色で塗られた諸国（76カ国）が賛成、紫色で塗られた諸国（35カ国）が反対、藍色で塗られた諸国（17カ国）は棄権、黄色で塗られた諸国（3カ国）は無投票である。

## 経緯
中国大陸を統治していた中華民国（蔣介石率いる中国国民党政権）は、第二次世界大戦後に戦勝国として国連安保理常任理事国に選ばれたが、その後毛沢東率いる中国共産党との国共内戦に敗北し、中国大陸の領土を失って台湾に拠点を移した。
中国大陸を実効支配し、中華人民共和国の建国宣言を行った中国共産党と、台湾を中華民国として統治した中国国民党は、国共内戦後長らく対立関係のまま、それぞれ内政問題等に忙殺される形で、条約や協定のない実質的停戦状態に至り、分断状態が固定化した。中国大陸（本土）を実効支配する中華人民共和国と、台湾に遷都したものの国連安保理常任理事国である中華民国は、それぞれ着目点によって一方が優勢・他方が劣勢にあったが、双方とも自政府が中国唯一の正統政府であるとの立場を崩さなかった。
中華人民共和国が国連に中華民国の追放を最初に提起したのは1949年11月18日で、以後「中国代表権問題」と呼ばれ、長らく提議されては否決され続けてきた。中ソ対立が鮮明となった1950年代後半以降も1964年第18回国連総会、1968年第5回国連緊急特別総会、1970年第25回国連総会においてもアルバニアなどから類似の提案がなされたが、いずれも否決されている。提起された中華民国の追放については、1961年の第16回国連総会以降、国連憲章18条に示される「重要事項」に指定する「重要問題決議案」が別途共同提出されており（必要な賛成票を過半数から2⁄3とすることが狙い）、これが可決され続けていたことで阻止されていた。
転機となったのは、アメリカ合衆国がベトナム戦争において泥沼化し、北ベトナム（ベトナム民主共和国）との停戦交渉を進める中で、中華人民共和国の協力が必要となったことである。アメリカ合衆国は中華人民共和国の協力を得るため、国連安保理常任理事国の継承は合意したが、中華民国の国連追放までは考えていなかった。しかし、1970年時点でアルバニア決議案は賛成51、反対49、棄権25、欠席2と過半数を占めたのに対し、重要問題決議案は賛成66、反対52、棄権7、欠席2という状況で、逆転の形勢は明白であった。

### アルバニア決議
1971年7月中旬、アルバニア、アルジェリア、ルーマニアなどの共同提案国23ヵ国が「中華人民共和国政府の代表権回復、中華民国政府追放」を趣旨とするアルバニア決議案を、国際連合事務局に提出した。その後、中華人民共和国側は、「中華民国」の国連追放ではなく、「蔣介石の代表」の国連追放と文面を改め、当時友好国であったアルバニアを経由し「国府追放・北京招請」決議案 (A/L.630) を1971年9月25日に第26回国連総会に提出した。アメリカは、中華民国側に安保理常任理事国のみ辞退し、国連議席を守るいわゆる「二重代表制決議案 (A/L.633)」を国連に提出。
総会では、議題採択等をめぐり一般委員会や本会議等で中華民国追放支持派と反対派の間で激しい論議が展開された。
表決に先立ち、中華民国代表は“これ以上総会の審議に参加しない”旨宣言し、総会議場から退場した。
10月18日から73ヵ国の多数が一般討論に参加する本格審議が開始され、10月25日にアルバニア決議案 (A/L.630) が賛成76、反対35、棄権17、欠席3で通過。
このアルバニア決議案通過を受け、二重代表制決議案は表決に付されず。後に中華民国は、国連（及び加盟する各専門機関）からも脱退を宣言した。

## 日本の動き

中国代表権問題を報じる、1965年11月18日付の毎日新聞夕刊。

日本は、1964年案・1970年案それぞれに反対票を投じている。
1971年8月、佐藤内閣は「中華人民共和国の国連加盟には賛成するが、中華民国の議席追放には反対する」とした基本方針を発表。9月22日、当時の内閣総理大臣であった佐藤栄作は「二重代表制決議案」および「追放反対重要問題決議案」を共同提案する方針を示した。
このため、国際連合総会では「重要問題決議案（アルバニア決議が別途提出されていたため、反重要問題決議案、追放反対重要問題決議案、逆重要問題決議案とも）」「二重代表制決議案（複合二重代表制決議案）」の共同提案国に連名した。
日本国政府が支持した「重要問題決議案」は、指定された決議案は3分の2の賛成が必要（国連憲章第18条2項）であるが、総会において「重要問題決議案」は、賛成55、反対59、棄権15、欠席2で否決された。また、アルバニア決議案が採決、採択されたために「二重代表制決議案」は表決にすら付されなかった。
総会の結果を受け、日本社会党を始めとした左派政党およびマスコミは、外交上の敗北と佐藤首相を厳しく非難するなど、内政に影響を与えた。一方、直後の国会答弁において、佐藤首相は「政府は、国連の決定を尊重し、中華人民共和国の国連参加を歓迎するものであります。政府のとった処置は国連で否決されましたが、結果的に見て、わが国の長期的な国益に沿うものであることを確信するものであります」、外務大臣の福田赳夫も「この決議案には敗れました、しかし、敗れたりといえども、私は、わが日本国は国際社会において信義を守り通した、また、筋を通し抜いた、このことにつきましては、国民各位にぜひとも誇りを持っていただきたいのだということを申し上げまして、お答えといたします。」とそれぞれ述べている。
アルバニア決議案採決後の1971年11月、当時東京都知事の美濃部亮吉を介して自由民主党幹事長（当時は保利茂）の書簡を周恩来国務院総理に渡すが、周は中華人民共和国政府として、書簡の正式な受け取りを拒否する外交折衝も発生し、佐藤政権下での中華人民共和国との外交関係構築は困難を極めた。
1972年1月、佐藤首相は施政方針演説において、日華平和条約締結後の中華民国政府との密接な関係を肯定しつつ、国際関係の現実に立脚し、今後中華人民共和国政府との関係正常化のため政府間の議論が急務と述べ、中国との国交正常化を目指す意向を示し、周恩来への親書を託した密使を香港に派遣して北京訪問の希望も伝えた。
1972年2月、アメリカのニクソン大統領が中華人民共和国の訪問を行うと、4月に中華人民共和国との国交正常化を推進する三木武夫が中国を訪問して周恩来と会談。佐藤の退陣決定後の7月5日におこなわれた1972年自由民主党総裁選挙に勝利して首相に就任した田中角栄は、同月の党総会で中華人民共和国との平和条約締結を目標とする「日中国交正常化」を掲げ、党内意見調整のために中国問題調査会を日中国交正常化協議会に拡大した。
田中角栄内閣は日中国交正常化を掲げる一方、中華民国を切り捨てないとするかつて外務大臣を歴任した小坂善太郎の提唱する案も受け入れ、同年9月8日の日中国交正常化基本方針において「中華民国との深い関係にかんがみ、従来の関係が継続されるよう十分配慮のうえ交渉すべきである」の一文を盛り込む。9月17日、田中内閣は激しい抗議デモが発生する台湾へ、田中首相の親書を携えた特使を派遣している。
アルバニア決議案採決は日本外交の転換点となった。同年9月25日から田中自身が中華人民共和国を訪問し、9月29日に日中共同声明が出され、中華民国との国交を断絶することになった。中華民国側も同日対日断交宣言を出して応じた。

## アメリカの動き
この決議においてアメリカは、中華民国の国連議席を守る「二重代表制決議案 (A/L.633)」を国連に提出、また「重要問題決議案」の共同提案国にも名を連ねた。しかし決議直前の1971年7月にヘンリー・キッシンジャーは極秘で北京を訪問し、周恩来と会談しニクソン大統領訪中を話し合っていた。
翌1972年2月に共和党のニクソン大統領が中国を訪問すると、「上海コミュニケ」と呼ばれる共同声明を発し、米中関係は劇的に改善した。1973年5月、米中両国は正式な国交を樹立するための努力の一環として、北京とワシントンD.C.にそれぞれ連絡事務所を設立した。1973年から1978年の間にデビッド・カークパトリック・エステ・ブルース、ジョージ・ハーバート・ウォーカー・ブッシュ、トーマス・ソブリン・ゲイツ、レナード・ウッドコックが事務所の特命全権公使として任命された。共和党のジェラルド・フォード大統領が1975年に訪中し、アメリカの対中関係正常化の意思を再確認し、1978年12月15日に民主党のジミー・カーター大統領は1979年1月に国交樹立することを決定した。

## 欧州の動き
当時は冷戦下であったものの、東西問わず殆どのヨーロッパ諸国はアルバニア決議に賛成した。棄権したのは反共主義的なスペインとギリシャとルクセンブルクのみである。アルバニア決議採択後、スペインのフランコ政権は1973年、ギリシャ軍事政権とルクセンブルクは1972年に中華人民共和国と国交を樹立した。
ポルトガルは反共主義的なエスタド・ノヴォ体制であり、カーネーション革命まで中華民国と国交を保ったにもかかわらず、一二・三事件での関係冷却化から賛成に回った。中華人民共和国とも中華民国とも国交を持たなかった西ドイツはアルバニア決議後に国連に加盟することになるが、1972年に中華人民共和国と国交を樹立した。

## 中華民国への影響
中華人民共和国は、「一つの中国」をスローガンとして掲げ、同決議を根拠に諸外国へ中華民国との国交断絶を迫った。経済発展を続ける中華民国との国交継続を願う諸国は多かったが、「中華民国と国交断絶しない場合は、中華人民共和国から国交断絶する」などの外交選択やそれに伴う経済的不利益、さらには国連での拒否権発動をちらつかせるなど有形無形の外交圧力を加えたため、中華民国は国際社会でほぼ孤立することとなった。

### その後の中華民国
決議に反対していた日本やアメリカ合衆国などの西側諸国をはじめとして（ただし、イギリス・イタリア・フランス・カナダ・トルコなどといった西側諸国もアルバニア決議に賛成した）、中華民国との外交関係や民間交流を継続し、非公式ながら実質的に国交に近い待遇を行っている国も少なくない。2023年8月現在、中華民国と正式な国交を持つ国は、中南米やオセアニアなどを中心とした13カ国である。この13は中華人民共和国とは国交を結んでいないが、一部は中華人民共和国と非公式な関係も持っており、このうちニカラグア・ナウル・セントルシア・キリバスなどはかつて中華人民共和国と国交を結んで後に中華民国と国交を回復した国家でもある。
事件の衝撃は、台湾人を憤慨させるとともに、世界中から孤立しているかのような孤独感をもたらした。李登輝時代の1993年から、中華民国は毎年国連に復帰を求めてきたが、中華人民共和国からの圧力のため実現しなかった。2007年7月19日に陳水扁総統は初めて「台湾」名義による新規加盟の手続きで国連加盟を申請したが、潘基文国連事務総長は、本決議を根拠に申請を不受理とした。陳は「台湾は絶対に中華人民共和国の一部ではない」と反発し、「本決議は台湾の帰属には触れられていない」と主張している。2009年に中華人民共和国との関係を重視する馬英九総統は17年ぶりに国連加盟申請を取り下げた。

## その後の中華人民共和国

中華人民共和国の外交関係一覧図。緑色で塗られた諸国は中華人民共和国と国交を有し、赤色で塗られた諸国とは国交を有していない。黄土色で塗られた地域は係争地。

同決議により、中華人民共和国は国連安保理常任理事国となり、中華人民共和国の加盟を支持していた当時の国際連合事務総長であるウ・タントは電報で中華人民共和国に国際連合安全保障理事会へ速やかに出席するよう要請して代表団を歓迎した。なお、国連安保理常任理事国としての拒否権は、実際の行使は米ソ英仏に比べれば中華人民共和国は慎重であった（実際の行使は2012年時点で8度。1972年のバングラデシュの国連加盟問題と1973年の第四次中東戦争の停戦決議、1997年のグアテマラへの軍事監視要員派遣決議、1999年のマケドニア共和国へのPKO活動延長決議、2007年1月のミャンマーへの政治犯釈放要求決議、2008年7月のジンバブエ制裁決議、2011年10月のシリア非難決議、2012年2月のシリア非難決議）。ただし、国連事務総長選挙ではアルバニア決議で協力した第三世界の候補者を支持して1971年、1976年、1981年の国際連合事務総長の選出などで拒否権を行使（特にクルト・ヴァルトハイムに対するもの）したことはあった。
中華人民共和国は、「台湾は自国の不可分の領土であり外国の介入は内政干渉だ」とする姿勢を崩さない。また中華民国（“二つの中国”）ではなく「台湾」としての独立宣言（一中一台：一つの中国、一つの台湾）を警戒し反国家分裂法の制定を行った。台湾独立宣言があった際には、同法を根拠に国内問題として処理する（武力行使を否定せず、台湾侵攻を示唆）としている。

## その後のアルバニア
友好国として中華人民共和国に協力したエンヴェル・ホッジャ率いるアルバニア人民共和国であったが、反共的なスペインのフランシスコ・フランコ政権やチリのアウグスト・ピノチェト政権などと中華人民共和国が国交を持ったこと、米中接近などを非難し、中華人民共和国は3つの世界論を利用して「第三世界の超大国」になることを企んでいると主張した。その後、中華人民共和国からの経済援助を打ち切られたため、経済的に貧窮することとなった。アルバニアは中華人民共和国に抗議し、中ア対立が表面化した。
アルバニア労働党の反修正主義がもたらした閉鎖的な外交政策は、アルバニア社会主義人民共和国が一党制の人民民主主義体制から複数政党制の自由民主主義体制を国体とするアルバニア共和国に移行する1990年代まで尾を引くことになる。

## 投票内訳

### 1971年
国連加盟国の内、モーリシャス、オマーン、モルディブの3ヶ国は欠席。
| 投票内容                            | 投票数 | 投票国家 | 国連加盟国における割合 | 非棄権者における割合 |
| ----------------------------------- | ------ | --- | ---------------------- | -------------------- |
| 賛成                                | 76     | アフガニスタン、アルバニア、アルジェリア、オーストリア、ベルギー、ブータン、ボツワナ、ブルガリア人民共和国、ビルマ、ブルンジ、白ロシア・ソビエト社会主義共和国、カメルーン、カナダ、セイロン、チリ、キューバ、チェコスロバキア社会主義共和国、デンマーク、エクアドル、エジプト、赤道ギニア、エチオピア、フィンランド、 フランス、ガーナ、ギニア、ガイアナ、ハンガリー人民共和国、アイスランド、インド、イラン、イラク、アイルランド、イスラエル、イタリア、ケニア、クウェート、ラオス、リビア・アラブ共和国、マレーシア、マリ、モーリタニア、メキシコ、モンゴル人民共和国、モロッコ、ネパール、オランダ、 ナイジェリア、ノルウェー、パキスタン、イエメン人民民主共和国、コンゴ人民共和国、ペルー、ポーランド人民共和国、ポルトガル、ルーマニア社会主義共和国、ルワンダ、セネガル、シエラレオネ、シンガポール、ソマリア、スーダン、スウェーデン、シリア・アラブ共和国、トーゴ、トリニダード・トバゴ 、チュニジア、トルコ、ウガンダ、ウクライナ・ソビエト社会主義共和国、ソビエト連邦、グレートブリテン及び北アイルランド連合王国（イギリス）、タンザニア連合共和国、イエメン、ユーゴスラビア、ザンビア | 59.37%                 | 68.46%               |
| 反対                                | 35     | オーストラリア、ボリビア、ブラジル、中央アフリカ共和国、チャド、コンゴ民主共和国、コスタリカ、ダホメ、ドミニカ共和国、エルサルバドル、ガボン、ガンビア、グアテマラ、ハイチ、ホンジュラス、コートジボワール、日本、クメール共和国、レソト、 リベリア、マダガスカル、マラウイ、マルタ、ニュージーランド、ニカラグア、ニジェール、パラグアイ、フィリピン、サウジアラビア、南アフリカ、スワジランド、アメリカ合衆国、オートボルタ（上ボルタ）、ウルグアイ、ベネズエラ | 27.34%                 | 31.53%               |
| 棄権                                | 17     | アルゼンチン、バーレーン、バルバドス、コロンビア、キプロス、フィジー、ギリシャ、インドネシア、ジャマイカ、ヨルダン、レバノン、ルクセンブルク、モーリシャス、パナマ、カタール、スペイン、タイ王国 | 13.28%                 | X                    |
| 合計                                | 128    | | 100%                   | 100%                 |
| 出典: Resolution 2758 voting record |        | |                        |                      |